# Era solo un gioco
Era solo un gioco (Mazes and Monsters) è un romanzo di letteratura per ragazzi scritto nel 1981 da Rona Jaffe come romanzo sui giochi di ruolo. Dal libro è stato tratto il film della CBS Labirinti e mostri.

## Trama
Dopo la stagione estiva, tornando alla Grant University dove studiano, 3 ragazzi: Daniel Wallace, Kate Finch, Jay Jay Brockway, sono alla ricerca di un quarto giocatore per poter giocare al gioco di ruolo Segreti e labirinti.
Per caso incontrano Robbie Wheeling, un nuovo studente e giocatore di ruolo che decide di entrare nella comitiva (fidanzandosi con Kate).
Jay Jay passando davanti a delle grotte, site nei pressi del college, grotte in cui anni prima erano scomparsi due studenti, decide di ricreare un Dungeon per interpretare un gioco di ruolo dal vivo ed essere lui il Dungeon Master.
Il gioco comincia e ben presto Robbie entra fin troppo nel ruolo del suo personaggio e scappa alla ricerca del fratello scappato di casa anni prima.
I tre amici inizialmente credono che sia scappato dentro le caverne del gioco, ma dopo aver ricevuto una sua telefonata lo riescono a ritrovare a New York.
Robbie torna a casa e comincia un lungo periodo di cure, ma nonostante tutto la sua mente rimane imprigionata dentro il suo personaggio del gioco.

## Edizioni
- Rona Jaffe, Era solo un gioco, Sperling & Kupfer, 1981,  p. 329.